# Gesodemeurders
Gesodemeurders was een radioprogramma van de VARA op Hilversum 3, dat van oktober 1974 tot en met 26 november 1985 werd uitgezonden op de VARA dinsdag, eerst tussen 14:00 en 16:00 uur, vanaf eind 1975 tussen 7:00 en 9:00 uur en werd gepresenteerd door Felix Meurders. Van september 1981 tot en met september 1983 heette het programma "Felix Meurders-Louis Verschuur-Roel Koeners" en duurde tot 9:30 uur. Vanaf 3 december 1985 tot en met september 1986 presenteerde Meurders op het zelfde tijdstip het programma "De Meurders Methode", vanaf dan Radio 3.

## Programma-format
De tune ging als volgt waarbij tijdens het opwinden van een wekker een mannenstem steeds sneller de woorden sprak: 'Dit is het begin van opnieuw een opwindende VARA-dinsdag' waarna de VARA-haan kraaide en Meurders de woorden sprak 'Nou, opwindend...', gevolgd door de woorden 'Goedemorgen Felix, Goedemorgen Felix'.
Het programma begon altijd even na 7:00 uur na het nieuws en later de STER met het uit bed bellen van iemand die door iemand anders was opgegeven met het telefoonnummer erbij. Wanneer degene die moest worden wakker gebeld binnen 10 seconden de telefoon opnam, kreeg zowel die als de persoon die degene had opgegeven als cadeau een VARA-wekker toegestuurd.
In de uitzending van 20 april 1982 werd de telefoon nog net door de vader van degene die men wakker belde opgenomen. Hij ging daarop de man halen, wat minutenlang duurde en ook een minutenlange stilte in de uitzending deed ontstaan.
Om 7:30 uur en 8:30 uur werd de uitzending onderbroken voor de actualiteitenrubriek Dingen van de dag. Over het algemeen werd er relatief progressieve popmuziek gedraaid vergeleken met de andere omroepen (behalve KRO en VPRO).
Naast dit programma presenteerde Felix Meurders ook nog tussen de middag het programma VARA's Zoekplaatje en sinds 7 april 1981 Het VIP-spel. In het seizoen 1986-1987 werd het programma opgevolgd door het programma Holland wordt wakker met Peter Holland.

## Bijzondere uitzendingen
Op 9 december 1980 stond vrijwel de gehele uitzending in het teken van de moord op John Lennon. Door het tijdsverschil met New York waren de gebeurtenissen na de moord vrijwel live te volgen.
Elk jaar in augustus of september werd het programma een aantal keren live vanuit een voer- of vaartuig uitgezonden als onderdeel van VARA's Lijn 3.

## Trivia
- Destijds begonnen de uitzendingen op Hilversum 3 pas om 7:00 uur (behalve de doorgave van de waterstanden om 6:30 uur) en van 6:55 tot 7:00 uur klonk een stilte onderbroken door een soort jengelend orgeltje dat steeds de eerste tonen van het Wilhelmus speelde en daarna steeds de door Henk Mouwe ingesproken woorden Hilversum 3. Felix Meurders had echter de gewoonte om soms tijdens deze stilte allerlei geluiden te laten horen zoals het geluid van tandenpoetsen, het toilet doortrekken of de douche laten lopen.